# Calophyllum tetrapterum
Espèce
Synonymes
- Calophyllum bancanum Miq.[1]
- Calophyllum floribundum Hook.f.[1]
- Calophyllum gracile Miq.[1]
- Calophyllum lanceola Ridl.[1]
- Calophyllum prainianum King[1]
- Calophyllum venustum King[1]

Statut de conservation UICN

 LC  : Préoccupation mineure
Calophyllum tetrapterum est une espèce de plantes à fleurs de la famille des Clusiaceae, selon la classification classique, des Calophyllaceae, selon la classification phylogénétique.

## Liste des variétés
Selon Catalogue of Life (9 avril 2019) :
- variété Calophyllum tetrapterum var. blumutense (M. R. Henderson & Wyatt-Smith) P. F. Stevens
- variété Calophyllum tetrapterum var. obovale

Selon The Plant List (9 avril 2019) :
- variété Calophyllum tetrapterum var. blumutense (M.R.Hend. & Wyatt-Sm.) P.F.Stevens
- variété Calophyllum tetrapterum var. obovale (Miq.) P.F.Stevens

Selon Tropicos (9 avril 2019) (Attention liste brute contenant possiblement des synonymes) :
- variété Calophyllum tetrapterum var. blumutense (M.R. Hend. & Wyatt-Sm.) P.F. Stevens
- variété Calophyllum tetrapterum var. obovale (Miq.) P.F. Stevens

## Publication originale
- Plantae Junghuhnianae 291. 1854.